# Atrichum subundulatum
Atrichum subundulatum là một loài rêu trong họ Polytrichaceae. Loài này được Schimp. mô tả khoa học đầu tiên năm 1869.
Danh pháp khoa học của loài này chưa được làm sáng tỏ. 